# Бойн-Фоллс (Мічиган)
Бойн-Фоллс (англ. Boyne Falls) — селище (англ. village) в США, в окрузі Шарлевуа штату Мічиган. Населення — 358 осіб (2020).

## Географія
Бойн-Фоллс розташований за координатами 45°10′4″ пн. ш. 84°54′43″ зх. д. / 45.16778° пн. ш. 84.91194° зх. д. (45.167809, -84.912063).  За даними Бюро перепису населення США в 2010 році селище мало площу 1,45 км², з яких 1,43 км² — суходіл та 0,01 км² — водойми.

## Демографія
Згідно з переписом 2010 року, у селищі мешкали 294 особи в 133 домогосподарствах у складі 80 родин. Густота населення становила 203 особи/км².  Було 178 помешкань (123/км²).
Расовий склад населення:
| - 95,2 % — білих - 1,0 % — корінних американців - 0,7 % — чорних або афроамериканців - 0,3 % — азіатів |

До двох чи більше рас належало 2,7 %. Частка іспаномовних становила 0,7 % від усіх жителів.
За віковим діапазоном населення розподілялося таким чином: 20,7 % — особи молодші 18 років, 66,0 % — особи у віці 18—64 років, 13,3 % — особи у віці 65 років та старші. Медіана віку мешканця становила 41,7 року. На 100 осіб жіночої статі у селищі припадало 89,7 чоловіків;  на 100 жінок у віці від 18 років та старших — 94,2 чоловіків також старших 18 років.
Середній дохід на одне домашнє господарство  становив 43 563 долари США (медіана — 40 938), а середній дохід на одну сім'ю — 48 693 долари (медіана — 48 625). Медіана доходів становила 26 875 доларів для чоловіків та 27 917 доларів для жінок. За межею бідності перебувало 15,3 % осіб, у тому числі 20,7 % дітей у віці до 18 років та 9,4 % осіб у віці 65 років та старших.
Цивільне працевлаштоване населення становило 154 особи. Основні галузі зайнятості: мистецтво, розваги та відпочинок — 21,4 %, освіта, охорона здоров'я та соціальна допомога — 19,5 %, роздрібна торгівля — 13,6 %, виробництво — 13,0 %.